# Col Noir
Le col Noir  (en espagnol collado Negro) est un col de montagne pédestre frontalier des Pyrénées à 2 621 mètres d'altitude entre le département français des Hautes-Pyrénées, en Occitanie, en la province espagnole de Huesca en Aragon, situé sur la frontière franco-espagnole.
Il relie la vallée d'Arrens en Lavedan à la vallée de Tena en Aragon.

## Géographie
Le col Noir est encadré par le sommet de sommet de Batcrabère (2 707 m) à l'ouest et le pic du Balaïtous (3 144 m) au nord-est. Il surplombe les lacs de Micoulaou au nord.

### Hydrographie
Le col délimite la ligne de partage des eaux entre le bassin de l'Adour, qui se déverse dans l'Atlantique côté nord, et le bassin de l'Èbre, qui coule vers la Méditerranée côté sud.

## Protection environnementale
Le col est situé dans le parc national des Pyrénées et fait partie d'une zone naturelle protégée, classée ZNIEFF de type 1.

## Voies d'accès
On y arrive côté francais au nord depuis le parking qui jouxte la centrale électrique de Migouélou. De là on remonte le gave d'Arrens  en direction des lacs de Suyen (1 535 m), puis par le refuge de Larribet (2 065 m) et le sentier des lacs de Batcrabère.
Côté espagnol versant sud, depuis la vallée de Tena et les ibónes de Arriel au sud par le refuge espagnol de Respomuso.